# Meuvette
Die Meuvette ist ein Fluss in Frankreich, der im Département Eure-et-Loir in der Region Centre-Val de Loire verläuft. Sie entspringt im Gemeindegebiet von La Ferté-Vidame im gleichnamigen Gemeindewald, entwässert generell Richtung Nordost und mündet nach rund 33 Kilometern im Gemeindegebiet von Dampierre-sur-Avre als rechter Nebenfluss in die Avre.

## Orte am Fluss
(Reihenfolge in Fließrichtung)
- Les Ressuintes
- La Puisaye
- Les Châtelets
- Brezolles
- Saint-Lubin-de-Cravant
- Revercourt
- Le Plessis de Dampierre, Gemeinde Dampierre-sur-Avre
- Islou, Gemeinde Dampierre-sur-Avre